# Jürg Schubiger
Jürg Schubiger (Zürich, 14 de octubre de 1936 – 15 de septiembre de 2014) fue un psicoterapeuta suizo y escritor de libros infantiles. Ganó el Premio Alemán de Literatura Juvenil en 1996 por Als die Welt noch jung war.
Por su "contribución duradera" como escritor infantil, Schubiger recibió la Medalla Hans Christian Andersen en 2008. Este premio, otorgado por la Junta Internacional de Libros para Jóvenes, es el reconocimiento más alto para un escritor e ilustrador de libros infantiles.

## Biografía
Schubiger nació en in Zürich pero creció en Winterthur. Se graduó en la Universidad de Zürich en Literatura alemana, Psicología y Filosofía. He Escribió su tesis sobre Franz Kafka. Schubiger murió en 2014 a la edad de 77 años.

## Trabajos

### Infantil
- Dieser Hund heißt Himmel. Tag- und Nachtgeschichten. Illustrated by Klaus Steffens. Beltz & Gelberg, Weinheim 1978, ISBN 3-407-80541-1
- Das Löwengebrüll. Märchen, Geschichten. Beltz & Gelberg, Weinheim 1988, ISBN 3-407-80190-4
- Als die Welt noch jung war. Beltz & Gelberg, Weinheim 1995, ISBN 3-407-79653-6; Taschenbuch ebd. 2000, ISBN 3-407-78393-0
  - When the World was New: Stories Annick Press Ltd., 1996, ISBN 978-1-55037-500-8
- Mutter, Vater, ich und sie. Erzählung. Beltz & Gelberg, Weinheim 1997, ISBN 3-407-79748-6; Taschenbuch ebd. 2001, ISBN 3-407-78479-1
- Wo ist das Meer? Geschichten. Beltz & Gelberg, Weinheim 2000, ISBN 3-407-79806-7; Taschenbuch ebd. 2003, ISBN 3-407-78554-2
- Seltsame Abenteuer des Don Quijote. Aufbau, Berlin 2003, ISBN 3-351-04046-6
- Die Geschichte von Wilhelm Tell. Nagel & Kimche, München 2003, ISBN 3-312-00942-1; DTV, München 2006, ISBN 3-423-62268-7
- Aller Anfang (with Franz Hohler). Beltz & Gelberg, Weinheim 2006, ISBN 3-407-79914-4
- Der weiße und der schwarze Bär. Hammer, Wuppertal 2007, ISBN 978-3-7795-0078-0
- Zebra, Zecke, Zauberwort (con Isabel Pin). Hammer, Wuppertal 2009, ISBN 978-3-7795-0226-5
- Der Wind hat Geburtstag. Hammer, Wuppertal 2010, ISBN 978-3-7795-0282-1
- De Strubelpeter. Mundartfassung. Elfundzehn, Eglisau 2010, ISBN 978-3-905769-20-3

### Prosa
- Barbara. Erzählung. Tschudy, St. Gallen 1956
- Guten Morgen. Eine Erzählung. Tschudy, St. Gallen 1958
- Die vorgezeigten Dinge. Geschichten. de, Gümligen 1972, ISBN 3-7296-0010-9
- Haus der Nonna: Eine Kindheit in Tessin (con Joli Schubiger-Cedraschi). Huber, Frauenfeld 1980; überarbeitete Neuausgabe: Limmat, Zürich 1996, ISBN 3-85791-270-7
- Unerwartet grün. Luchterhand, Darmstadt 1983, ISBN 3-472-86564-4
- Hin- und Hergeschichten (con Franz Hohler). Nagel & Kimche, Zürich 1986, ISBN 3-312-00118-8; Fischer Taschenbuch, Frankfurt am Main 1989, ISBN 3-596-29258-1
- Hinterlassene Schuhe. Novela. Nagel & Kimche, Zürich 1989, ISBN 3-312-00142-0
- Haller und Helen. Novela. Haymon, Innsbruck 2002, ISBN 3-85218-396-0
- Das Ausland. Hammer, Wuppertal 2003, ISBN 3-87294-929-2
- Du stehst in meinen Leben herum. Journal zu zweit (mit Renate Schubiger). de, Oberhofen 2004, ISBN 3-7296-0681-6
- Die kleine Liebe. Novela. Haymon, Innsbruck 2008, ISBN 978-3-85218-558-3